# 845
Cette page concerne l'année 845  du calendrier julien. Pour l'année 845 av. J.-C., voir 845 av. J.-C. Pour le nombre 845, voir 845 (nombre).
L'année 845 est une année commune qui commence un jeudi.

## Événements

### Asie
- Édit en Chine, de l'empereur taoïste Wuzong de la Dynastie Tang, contre les manichéens, les bouddhistes et les nestoriens[1]. Plus de 4 600 monastères et 40 000 temples et autels sont détruits, plus de 260 000 moines et moniales bouddhistes sont contraints de retourner à la vie séculière. Arrêt de l’expansion du bouddhisme en Chine. Prééminence du confucianisme et du taoïsme.

### Europe
- 28 mars : sac de Paris par les Normands[2].
  - Les Normands (Vikings) avec à leur tête Ragnar Lodbrok (Ragnarr Lothbrók), remontent la Seine au mois de mars et après s'être emparés de Rouen, dévastent Saint-Riquier et pillent les abbayes de Saint-Germain-des-Prés et Sainte-Geneviève, puis mettent le siège devant Paris. Après une victoire facile, ils entrent sans difficultés dans la ville (28 mars). Le roi Charles le Chauve leur verse un tribut de 7000 livres d'argent pour acheter leur départ (premier danegeld[3]). Au cours du IXe siècle, au moins 44 250 livres d’or (une livre d’or vaut dix à douze fois une livre d’argent) sont versées par les Carolingiens aux titre du danegeld.
- 3 mai : Hincmar devient archevêque de Reims (fin en 882)[4].
- 5 juin : paix de Saint-Benoît-sur-Loire. Entrevue entre Charles le Chauve et son neveu Pépin II ; la plus grande partie de l'Aquitaine revient à Pépin. Le roi de Neustrie reçoit le Poitou, la Saintonge et l'Angoumois[5].
- 13 juin, abbaye de Saint-Benoît-sur-Loire : l'abbé Didon, proche parent de Charles le Chauve, reçoit du roi la villa de Pocé, une ancienne terre de Saint-Maurice d'Angers, qui était tenue en bénéfice par des vassaux du roi[6].
- 17 juin : ouverture du concile de Meaux. Il promulgue des canons contre l'aliénation des biens ecclésiastiques, ce qui provoque l’opposition des Grands, et reprend les anciennes dispositions canoniques légiférant contre les Juifs[7]. Il interdit la vente d’esclaves païens aux Juifs et aux païens[8].
- 21 octobre : la plus ancienne abbaye d'Anjou, Saint-Maur de Glanfeuil, obtient du roi Charles le Chauve un ensemble de biens qui appartenaient jusqu'alors à l'un de ses fidèles, Ithier[9].
- 22 novembre : le souverain de Bretagne Nominoë bat le roi de Francie occidentale Charles le Chauve à la bataille de Ballon, près de Redon[10]. La Bretagne ne paiera plus tribut ; elle devient indépendante du royaume et le restera pendant plus de six siècles.

- Défaite des Norvégiens de Turgeis en Irlande : le peuple de Meath se révolte à l’instigation de son roi Mael Seachlinn. Turgeis est attiré dans un guet-apens, fait prisonnier et noyé rituellement dans le Lough Owell (Westmeath[11]. Par la suite, les Norvégiens subissent une série de défaites contre les Irlandais révoltés et unis. Les Danois commencent à s’intéresser à l’Irlande et s’allient volontiers avec les Irlandais. Ils saccagent Dublin et s’emparent d’Armagh.
- Hambourg est ruinée par les Vikings qui semblent avoir été envoyés par le roi danois Hárekr qui venait cependant de signer un traité d’amitié avec l’empereur (844)[12]. Son archevêque, Anschaire se retire à Brême où il tente vainement de maintenir des liens avec Birka, en Suède[13].
- L’évêque de Birka Gauzbert doit quitter la ville. L’ermite Ardgar recueille les débris de la paroisse chrétienne, trois fidèles en tout. Bientôt, il doit retourner à son ermitage[12].
- Les Vikings remontent également l'Adour, pillent l'abbaye de Saint-Sever, et s'emparent de Tarbes. Ils ravagent aussi Saintes, sur la Charente[14].